# История науки об изменении климата
История научных исследований изменения климата имеет своей отправной точкой начало 19-го века, когда учёные впервые узнали о ледниковых периодах и других естественных изменениях климата Земли в прошлом и впервые обнаружили парниковый эффект. В конце 19-го века учёные впервые начали утверждать, что человеческие выбросы парниковых газов могут изменить климат. После этого было выдвинуто много других теорий изменения климата, например, под влиянием вулканической деятельности и вследствие изменения солнечной активности. В 1960-х годах теоретические построения о нагревающем воздействии диоксида углерода стали более убедительными, хотя некоторые учёные отмечали, что антропогенные атмосферные аэрозоли (в виде «загрязнений») могут давать охлаждающий эффект. В 1970-х годах научная мысль все больше склонялась в сторону признания потепления в результате действия парниковых газов. К началу 1990-х годов благодаря повышению надёжности компьютерных моделей и наблюдениям, подтвердившим теорию Миланковича о ледниковых периодах, подавляющее большинство ученых пришло к консенсусу, что парниковые газы сыграли значительную роль в большинстве климатических изменений, а человеческие выбросы углекислого газа уже запустили механизм значительного глобального потепления.
С 1990-х годов научные исследования по изменению климата включили в себя много новых дисциплин и расширились, значительно улучшив наше понимание причинно-следственных отношений, связей с историческими данными, и нашу способность численно моделировать климатические изменения. Последнюю по времени работу подытожила в своих оценочных докладах Межправительственная группа экспертов по изменению климата. Изменение климата — это существенные и длительные изменения в статистическом распределении погодных паттернов за периоды от десятилетий до миллионов лет. Это могут быть изменения в средних погодных условиях, или в распределении погоды вокруг этих средних условий (например, большее или меньшее число экстремальных погодных явлений). Изменения климата вызваны факторами, которые включают процессы в океане (например, океаническую циркуляцию), биотические процессы, изменения в интенсивности солнечного излучения, извержения вулканов, а также антропогенные изменения природного мира; именно эти антропогенные изменения сейчас вызывают глобальное потепление, и термин «изменение климата» часто используют, чтобы описать особую форму влияния человека на природу.

## Региональные изменения, от античности до начала 19 века
Люди давно подозревали, что климат определённого региона на протяжении веков может меняться. Например, Теофраст, ученик Аристотеля, писал о том, как осушение болот сделало определённую местность более восприимчивой к замерзанию, и он же предположил, что почва сильнее нагревается, когда вырубка лесов открывает её  воздействию прямых солнечных лучей. Ученые Возрождения и более поздних времён знали, что обезлесение, орошение и выпас скота ещё в древности изменили территории вокруг Средиземного моря. Для них действенность влияния человека на местную погоду представлялась весьма правдоподобной.
Примеры наиболее ярких изменений, очевидных в течение человеческой жизни, произошли в 18-м и 19-м веках: превращение обширной части востока Северной Америки из лесов в пашни. К началу 19-го века многие считали, что это превращение меняет климат региона, и, вероятно, к лучшему. Когда распахивались Великие равнины, было в ходу утверждение, что «дождь идет за плугом». Не все соглашались с этим. Некоторые эксперты утверждали, что вырубка лесов не только вызывает скорую потерю дождевой воды в результате бесплодных наводнений, но и уменьшает общее количество осадков. Европейские профессора того времени, всегда готовые выискивать доказательства превосходства своих народов, утверждали, что люди древнего Ближнего Востока в результате их собственной халатности превратили свои некогда плодородные земли в истощённые пустыни.
Между тем национальные метеорологические агентства начали собирать массивы надёжных наблюдений температуры, осадков и тому подобное. Когда эти данные были проанализированы, они показали много колебаний, но никаких устойчивых долгосрочных изменений. К концу 19-го века научная мысль решительно повернулась против веры во влияние человека на климат. И какими бы ни были региональные эффекты, мало кто предполагал, что люди могут влиять на климат планеты в целом.

## Палеоклиматические изменения и теории их причин, 19 век

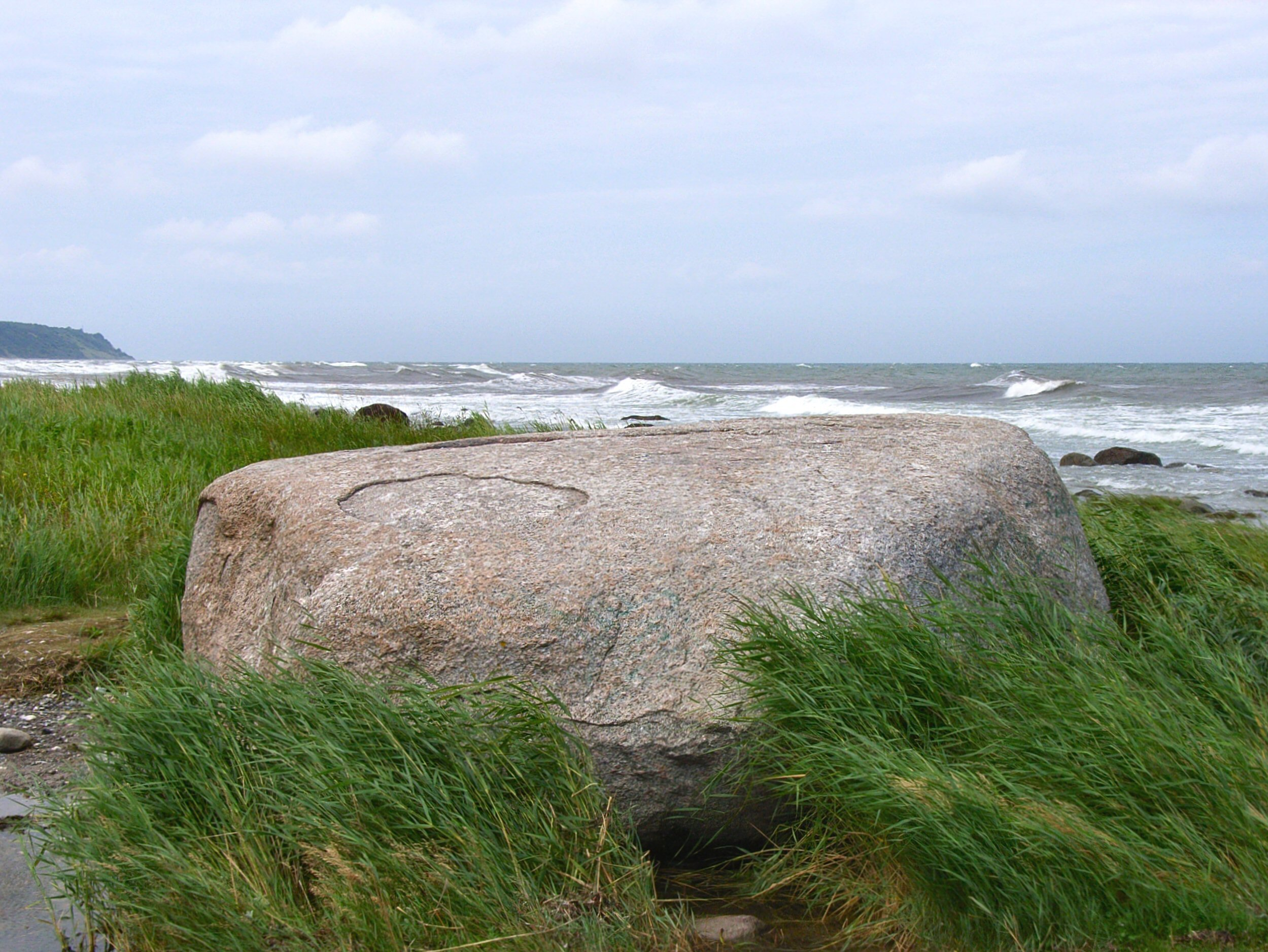
Эрратические валуны перенесены ледниками, хотя сейчас находятся далеко от них. Они натолкнули геологов на мысль, что климат в прошлом менялся.

К началу 18-го века учёные и не подозревали, что климат доисторических эпох как-либо отличался от современного. К концу 18-го века геологи нашли доказательства смены геологических эпох, которым соответствовали определённые изменения климата. Были разные конкурирующие теории относительно этих изменений, и Джеймс Хаттон, чьи идеи циклического изменения в течение огромных периодов времени были позже названы униформизмом, был среди тех, кто нашёл признаки былой ледниковой деятельности в местах, которые в наше время стали слишком тёплыми для ледников.
В 1815 году Жан-Пьер Перрадин впервые написал, что ледники могут быть причиной появления гигантских валунов, которые можно видеть в альпийских долинах. Когда он обошел Валь-де-Бань, он увидел гигантские гранитные скалы, которые были разбросаны по всей этой узкой долине. Нужна была исключительная сила, чтобы переместить такие большие камни. Учёный заметил полосы на земле, которые ледники оставили после себя, и пришёл к выводу, что силой, которая несла камни вниз в долины, был лёд.
Научное сообщество сначала восприняло его идею с недоверием. Жан-де-Шарпентье писал: «Мне его гипотеза казалась столь необычной и даже экстравагантной, что я считал её недостойной исследования или даже внимания». Несмотря на первоначальный отказ Шарпентье, Перрадин в конце концов убедил Игнаца Венетца, что возможно на его догадку  стоит обратить внимание. Венетц убедил Шарпентье, который, в свою очередь убедил влиятельного ученого Луи Агассиса, что ледниковая теория имеет смысл.
Агассис разработал теорию о том, что он назвал «ледниковым периодом», когда ледники покрывали Европу и большую часть Северной Америки. В 1837 году Агассис первым научно предположил, что на Земле когда-то был ледниковый период. Британец Уильям Бакленд делал попытки приспособить геологическую теорию катастрофизма для объяснения наличия валунов и прочего «делювия» как остатков библейского потопа. Против этого решительно выступил Чарлз Лайель со своей версией хаттонского униформизма, затем и сам Бакленд и другие геологи-катастрофисты постепенно отказались от защиты этой идеи. Полевая поездка в Альпы вместе с Агассисом в октябре 1838 убедила Бакленда, что геологические особенности Великобритании были вызваны прошлым обледенением. Он и Лайелл тогда решительно поддержали теорию ледникового периода, которая к 1870 году стала общепризнанной.
В то же самое время, когда учёные впервые пришли к мыслям об изменениях климата и ледниковых периодах, Жозеф Фурье в 1824 году показал, что земная атмосфера делает планету теплее, чем если бы вместо неё был вакуум. Фурье понял, что атмосфера беспрепятственно пропускает к земной поверхности волны видимого света. Затем Земля поглощает видимый свет и испускает инфракрасное излучение. Но атмосфера не может пропустить инфракрасные волны беспрепятственно, а значит это приводит к повышению температуры у поверхности. Он также заподозрил, что деятельность человека может влиять на климат, хотя его интересовали главным образом изменения в землепользовании. В своей работе 1827 года Фурье отмечает: «Возникновение и прогресс человеческих обществ, действие природных сил, могут заметно изменить, причем в широких масштабах, состояние поверхности, распределение воды и движение больших масс воздуха. Такие эффекты могут привести к изменениям в течение многих веков уровня тепла; поскольку аналитические выражения содержат коэффициенты, связанные с состоянием поверхности и в значительной степени влияют на температуру».
В 1864 году Джон Тиндаль продвинул работу Фурье ещё на шаг вперёд, когда исследовал поглощение инфракрасного излучения различными газами. Он обнаружил, что водяной пар, углеводороды (например, метан CH4), а также диоксид углерода (CO2) сильно задерживают излучение. Некоторые учёные предположили, что ледниковые периоды и другие крупные изменения климата были вызваны изменениями в количестве газов, выбрасываемых в результате вулканической деятельности. Но это было лишь одной из многих предполагаемых причин. Ещё одной причиной могло быть изменение солнечной активности. Изменениями в характере океанических течений также можно объяснить многое в изменении климата. Подъемы и опускания горных хребтов, которые заметны за миллионы лет, могли бы изменить структуру ветров и океанических течений. Или, возможно, климат континентов вообще ни при чём, но становилось теплее или холоднее из-за смещения полюсов (северный полюс смещался туда, где раньше был экватор, или ещё что-либо подобное). Были предложены десятки теорий.
В середине 19-го века Джеймс Кролл опубликовал расчёты, показывающие как притяжение Солнца, Луны и планет тонко влияет на движение и ориентацию Земли. Наклон земной оси и форма ее орбиты вокруг Солнца точно коррелируют с циклами, которые длятся десятки тысяч лет. В течение некоторых периодов северное полушарие зимой получало немного меньше солнечного света, чем в другие периоды. Снег накапливался, отражая солнечный свет и приводя к самоподдержке ледникового периода. Однако большинство учёных нашли идеи Кролла, как и многие другие теории изменения климата, неубедительными.

## Первые расчёты человеческого влияния на изменения климата, 1896 год

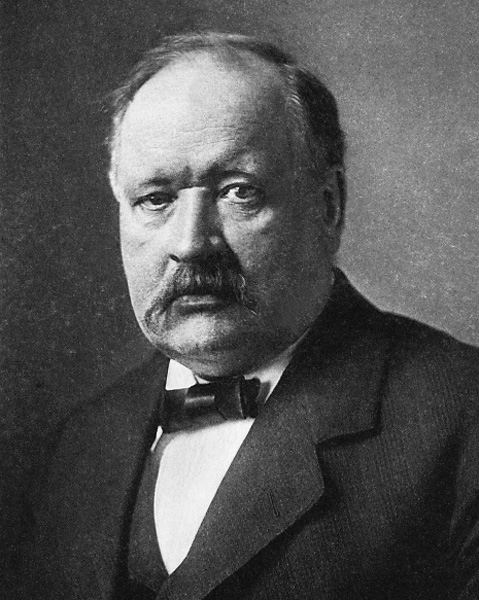
В 1896 году Сванте Аррениус вычислил, что удвоение содержания CO2 в атмосфере вызовет рост температуры у поверхности Земли на 5-6 градусов Цельсия.

В конце 1890-х годов американский учёный Сэмюэл Пирпонт Лэнгли пытался определить температуру поверхности Луны путем измерения инфракрасного излучения, приходящего к Земле от Луны. Угол Луны в небе во время измерений определял, через какое количество CO2 и водяного пара должно было пройти излучение Луны, чтобы достичь поверхности Земли. Чем ниже было расположение Луны над горизонтом, тем ниже получался результат. Это не стало новостью, поскольку учёные знали о поглощении инфракрасного излучения уже на протяжении десятилетий.
Шведский учёный Сванте Аррениус использовал наблюдения Лэнгли повышенного инфракрасного поглощения, когда лучи Луны проходят через атмосферу Земли под малым углом, встречая больше диоксида углерода (CO2), чтобы оценить эффект охлаждения атмосферы при снижении содержания CO2. Он понял, что охлаждённая атмосфера будет удерживать меньше водяного пара (еще один парниковый газ), и рассчитал дополнительный охлаждающий эффект. Он также понял, что похолодание увеличит толщину снежного и ледяного покрова в высоких широтах, что заставит планету отражать больше солнечного света, и, таким образом, приведёт к дальнейшему охлаждению, как и предполагал Кролл. Аррениус подсчитал, что уменьшение количества CO2 наполовину приведёт к наступлению нового ледникового периода. Кроме того, по его расчётам, удвоение количества CO2 в атмосфере приведет к общему потеплению на 5-6 градусов Цельсия.
Кроме того, коллега Аррениуса профессор Арвид Гогбом, которого Аррениус пространно цитировал в своем исследовании 1896 года О влиянии углекислого газа в воздухе на температуру Земли пытался количественно оценить природные источники выбросов CO2, чтобы лучше понять глобальный углеродный цикл. Гогбом обнаружил, что оцениваемый объём производства газа из промышленных источников в 1890-х годах (в основном сжигание угля) был на одном уровне с природными источниками. Аррениус увидел, что эти искусственные выбросы углерода в конечном итоге приведут к потеплению. В то же время, из-за относительно низкой скорости производства CO2 по состоянию на 1896 год Аррениус предполагал, что процесс потепления займет тысячи лет. Он также ожидал, что это принесет пользу для человечества.

## Палеоклимат и пятна на Солнце, с начала 1900-х до 1950-х годов
Представители научного сообщества подвергли сомнению расчёты Аррениуса и сделали их частью более широких дебатов относительно того, могут ли изменения в атмосфере действительно вызвать ледниковые периоды. Экспериментальные попытки измерить инфракрасное поглощение в лаборатории, как казалось, показывали маленькие различия результатов при увеличении уровня CO2, а также обнаружили значительные совпадения спектров поглощения CO2 и водяного пара. Все эти результаты показывали, что увеличение выбросов диоксида углерода не даст значительного климатического эффекта. Позже было выявлено, что эти ранние эксперименты были недостаточно точными из-за  несовершенства тогдашних приборов. Многие учёные также считали, что любой избыток углекислого газа быстро поглотят океаны.
Другим теориям о причинах изменения климата также не повезло. Значительное продвижение было достигнуто лишь в области палеоклиматологии, поскольку учёные в различных сферах геологии разработали методы оценки климата в древности. Уилмот Г. Брэдли обнаружил, что ежегодные донные отложения на дне озёр позволяют различить климатические циклы. Астроном из Аризоны Эндрю Элликот Дуглас видел явные признаки изменения климата в годовых кольцах. Отметив, что кольца были тонкими в засушливые годы, он сообщил о влиянии на климат изменений в солнечном излучении, в частности в связи с нехваткой в 17-м веке солнечных пятен (минимум Маундера), ранее замеченной Уильямом Гершелем и другими. Другие учёные, однако, нашли достаточно оснований сомневаться, что годовые кольца могут свидетельствовать о чем-либо кроме случайных региональных колебаний. Значение годовых колец для исследований климата не имело под собой прочной опоры вплоть до 1960-х годов.
В течение 1930-х годов стойким сторонником связи между солнечной активностью и климатом был астрофизик Чарльз Грили Аббот. К началу 1920-х годов он пришел к выводу, что солнечная «постоянная» не является на самом деле неизменной: его наблюдения показали большие изменения, которые он связывал с пятнами на поверхности Солнца. Он и несколько других учёных настаивали на этой точке зрения до 1960-х годов, убеждая, что вариации солнечных пятен были основной причиной изменения климата. Другие учёные были настроены скептически. Однако попытки связать циклы солнечной активности с климатическими циклами были популярны в 1920-х и 1930-х годах. Известные учёные объявили, что корреляция между этими двумя явлениями  достаточно надёжна, чтобы делать прогнозы. Но впоследствии их предсказания не исполнились, и эта теория заслужила себе дурную славу.
Между тем сербский инженер Милутин Миланкович, опираясь на теорию Джеймса Кролла, улучшил громоздкие расчеты различных расстояний и углов излучения Солнца, когда Солнце и Луна оказывают возмущающее действие на орбиту Земли. Некоторые наблюдения донных отложений (слоев грязи, покрывающий дно озёр) соответствовали предсказаниям циклов Миланковича с длительностью около 21000 лет. Несмотря на это, большинство геологов отклонили эту астрономическую теорию, поскольку период этого цикла Миланковича противоречил принятой последовательности, которая должна была составлять всего четыре ледниковые эры, и все они гораздо длиннее, чем 21000 лет.
В 1938 году британский инженер Гай Стюарт Каллендар пытался возродить теорию парникового эффекта Аррениуса. Каллендар представил доказательства того, что одновременно и температура и уровень CO2 в атмосфере росли на протяжении последней половины века, и утверждал, что новые спектроскопические измерения показали эффективность поглощения инфракрасного излучения в атмосфере. Однако большинство научного сообщества продолжало ставить под сомнение или игнорировать эту теорию.

## Рост обеспокоенности в 1950-1960-х годах
В 1950 году усовершенствованная спектрография показала, что линии поглощения CO2 и водяного пара полностью не перекрываются. Климатологи также поняли, что верхние слои атмосферы содержат совсем немного воды. Оба эти открытия указывали на то, что водяной пар не перекрывает парниковый эффект CO2.
В 1955 году Ганс Зюсс, проанализировав содержание в атмосфере углерода-14, показал, что CO2 из ископаемого топлива не сразу поглощается океаном. В 1957 году изучение химии океана привело Роджера Ревелла к пониманию того, что верхний слой океана имеет ограниченную способность поглощать углекислый газ. К концу 1950-х годов всё больше учёных настаивали, что выбросы углекислого газа могут быть проблемой. Согласно некоторым прогнозам, уровень CO2 с 1959 года к 2000 году должен был подняться на 25%, что должно повлиять на климат «радикальным» образом. В 1960 году Чарльз Дэвид Килинг показал, что уровень CO2 в атмосфере действительно растёт, как и предсказывал Ревелл. Тревога росла год от года вместе с ростом атмосферного CO2 на «графике Килинга».
Ещё один ключ к пониманию природы изменения климата появился в середине 1960-х в результате анализа глубоководных морских отложений, который сделал Чезаре Эмилиани, и анализа древних кораллов, автором которого был Уоллес Броекер с сотрудниками. Согласно их исследованиям было не четыре длинных ледниковых периода, а большое количество коротких, которые регулярно чередовались. Оказалось, что время ледниковых периодов согласуется с малыми орбитальными сдвигами циклов Миланковича. Несмотря на то, что вопрос оставался спорным, некоторые учёные начали предполагать, что климатическая система чувствительна к малым изменениям, и может легко перейти из стабильного состояния в какое-то другое.
Учёные тем временем начали использовать компьютеры для разработки более сложных версий расчётов Аррениуса. В 1967 году, воспользовавшись способностью компьютеров численно интегрировать кривые поглощения, Сюкуро Манабе и Ричард Ветералд сделали первый подробный расчёт парникового эффекта, включая конвекцию («одномерная излучающе-конвективная модель Манабе-Ветералда»). Они обнаружили, что без учёта малоизученных обратных связей, таких как изменения в облаках, удвоение двуокиси углерода от текущего уровня приведёт к увеличению глобальной температуры примерно на 2 °C.
Физическое описание отклика температуры на различные факторы было представлено в конце 1960-х годов 20 века академиком Будыко и Пирсом Селлерсом, опубликовавшими свои работы независимо друг от друга. Они предложили простую модель, которую учёные позднее использовали для анализа климатических изменений в 1970-х годах, когда был обнаружен рост приземной температуры воздуха, их работы были опубликованы в ведущих научных журналах .
К началу 1960-х годов аэрозольное загрязнение («смог») стало серьезной локальной проблемой во многих городах, и некоторые учёные стали задаваться вопросом, может ли охлаждение из-за загрязнения атмосферы твёрдыми частицами повлиять на глобальные температуры. Учёные не были уверены какой из двух эффектов будет преобладать: охлаждающий от загрязняющих частиц, или нагревающий от выбросов парниковых газов. Несмотря на эту неуверенность, начали подозревать, что антропогенные выбросы могут стать разрушительными для климата в 21-м веке, если не раньше. В своей книге Популяционная бомба, изданной в 1968 году, Пол Эрлих писал: «парниковый эффект сейчас усиливается из-за значительного повышения уровня углекислого газа … [этому] сейчас противостоят низкие облака, порождённые инверсионными следами самолётов, пылью, и другими загрязняющими веществами … Сейчас невозможно предсказать, каким будет итоговый результат для климата от нашей практики использования атмосферы в качестве свалки».

## Учёные настойчиво прогнозируют потепление, 1970-е годы

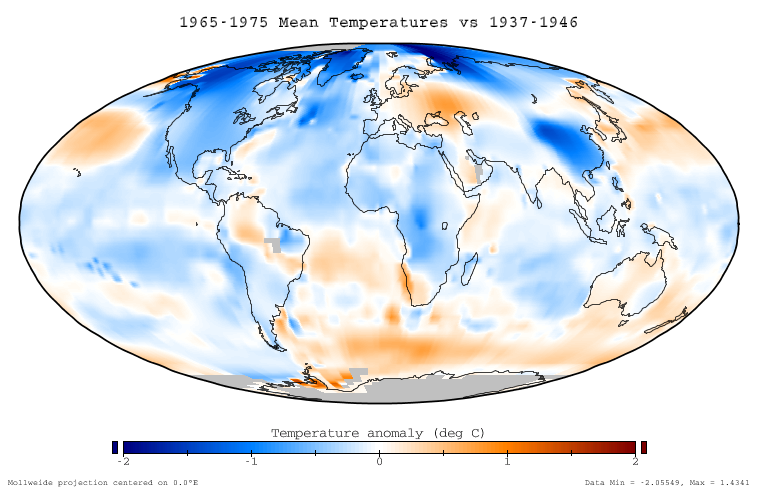
Среднее температурные аномалии 1965 – 1975 годов относительно средней температуры между 1937 и 1946 годами. Этот набор данных не был доступен в то время.

В начале 1970-х свидетельства того, что количество аэрозолей увеличивается по всему миру заставляли Рида Брайсона и других исследователей предупреждать о возможности серьёзного похолодания. Между тем новые доказательства корреляции между временными рамками ледниковых периодов и предполагаемых орбитальных циклов позволили предположить, что климат будет постепенно охлаждаться в течение более тысячи следующих лет. Впрочем, если речь идёт о прогнозах на столетия вперед, обзор научной литературы с 1965 по 1979 показывает, что 7 статей прогнозировали похолодание и 44 потепление (много других статей о климате воздерживались от прогнозов). В последующей научной литературе статьи, предсказывающие потепление, цитировались гораздо чаще. Несколько научных организаций, работавших в те годы, пришли к выводу о необходимости дополнительных исследований, указывая, что авторы научной литературы еще не пришли к консенсусу
В 1972 году Джон Сойер опубликовал исследование Техногенный диоксид углерода и «парниковый» эффект. Он обобщил тогдашние знания в этой области, доказательства антропогенного происхождения диоксида углерода, его распределение и экспоненциальный рост (многие его выводы актуальны и сегодня). Кроме того, он точно предсказал скорость глобального потепления на период с 1972 до 2000 года.
Увеличение на 25% CO2 ожидается к концу века, ему будет соответствовать увеличение глобальной температуры на 0,6 ° C - это несколько больше, чем климатические изменения последних веков.
- Джон Сойер, 1972 г.
Основные тогдашние средства массовой информации преувеличивали предупреждения меньшинства учёных, ожидавших неизбежного похолодания. Например, в 1975 году журнал Newsweek опубликовал статью, в которой приводил «зловещие признаки того, что погодные условия на Земле начали меняться».. Далее автор статьи утверждал, что свидетельства глобального похолодания настолько изобильны, что метеорологи «едва успевают уследить за ними». 23 октября 2006 Newsweek вернулся к теме, заявив о том, что та статья была «удивительно ошибочной в прогнозе столь близкого будущего».
В первых двух докладах Римскому клубу, 1972 и 1974 года, было упомянуто об антропогенных изменениях климата, повышении уровня CO2, а также об увеличении количества тепловых отходов. Об этих последних Джон Голдрен написал в исследовании, которое процитировано в первом докладе, «..., что глобальное тепловое загрязнение вряд ли самая неотложная угроза окружающей среде. Однако оно может оказаться наиболее неумолимым, если мы сможем избежать всего другого». Простые по методике глобальные оценки, недавно обновлённые, подтверждённые детальными расчётами, показывают ощутимый вклад тепловых отходов в глобальное потепление после 2100, если темпы их роста не будут резко уменьшены (ниже планки усредненных 2 % годовых, которую они превышают с 1973 года).
Доказательства потепления накапливались. К 1975 году Манабе и Ветералд разработали трехмерную глобальную модель климата, которая давала достаточно точное представление о нынешней ситуации. Удвоение уровня углекислого газа в смоделированной атмосфере дало рост глобальной температуры примерно на 2 °C. Несколько других видов компьютерных моделей дали сходные результаты: было невозможно предложить модель, которая бы давала что-то похожее на реальный климат и не демонстрировала бы при этом повышения температуры с увеличением концентрации CO2.
Независимо от них в 1976 году Николас Шеклтон и его коллеги опубликовали анализ морских глубоководных отложений, в котором показали, что преобладающее влияние на время ледниковых периодов обнаруживает орбитальный цикл Миланковича протяженностью около 100 тысяч лет. Это было неожиданно, так как изменение солнечного излучения во время этого цикла было небольшим. Результат подчеркнул, что климатической системой управляют обратные связи, и, таким образом, при определенных условиях она сильно восприимчива к небольшим изменениям.
В июле 1979 года Национальный исследовательский совет США опубликовал отчёт, в котором говорилось:
«Если предположить, что содержание CO2 в атмосфере повысится вдвое и установится статистическое тепловое равновесие, то наиболее реалистичные модели прогнозируют глобальное потепление поверхности между 2 ° С и 3,5 ° С, с большим повышением в высоких широтах ... Мы пытались, но не смогли найти какие-либо неучтённые или заниженные физические эффекты, которые могли бы уменьшить нынешнюю оценку глобального потепления при удвоении атмосферного CO2 до незначительных величин или привести к противоположному результату...»
В 1979 году Всемирная климатическая конференция, проведенная Всемирной метеорологической организацией, пришла к такому выводу: «кажется вероятным, что повышенное количество углекислого газа в атмосфере может способствовать постепенному нагреву нижней атмосферы, особенно в высоких широтах … Возможно, что некоторые эффекты в региональном и глобальном масштабах можно будет обнаружить до конца этого века, а к середине следующего столетия они станут значимыми».

## Консенсус начинает формироваться, 1980-1988 годы
К началу 1980-х годов небольшая тенденция к похолоданию, имевшая место с 1945 по 1975 год, остановилась. Аэрозольное загрязнение уменьшилось во многих регионах мира путём внедрения экологического законодательства и благодаря изменениям в использовании топлива. Стало ясно, что охлаждающий эффект от аэрозолей не будет существенно увеличиваться, а уровень углекислого газа продолжает расти.
В 1982 году Ханс Ечгер и Вилли Дансгаард с сотрудниками получили в Гренландии керны льда, которые показали, что в далеком прошлом имели место драматические колебания температуры в пределах одного столетия. Самое заметное из изменений, которое они зарегистрировали, соответствует неистовой осцилляции климата в позднем дриасе, которую можно видеть по изменениям в типах пыльцы на дне озёр по всей Европе. Оказалось, что резкие климатические изменения были возможны на временном протяжении, соответствующем человеческой жизни.

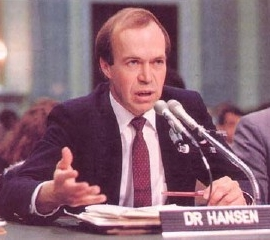
1988 год. Джеймс Хансен во время своего обращения к Конгрессу, в котором он предупредил общественность об опасности глобального потепления.

В 1973 году британский ученый Джеймс Лавлок предположил, что хлорфторуглероды (ХФУ) могут вызывать глобальное потепление. В 1975 году Вирабхадран Раманатан обнаружил, что молекула ХФУ как поглотитель инфракрасного излучения в 10 тысяч раз эффективнее, чем молекула углекислого газа, что делает ХФУ потенциально важным фактором глобального потепления, несмотря на их очень низкую концентрацию в атмосфере. Хотя большинство ранних работ по ХФУ сосредоточены на их роли в истощении озонового слоя, к 1985 году Раманатхан и другие исследователи показали, что ХФУ вместе с метаном и другими газами, находящимися в атмосфере в следовых количествах, могут почти так же повлиять на изменение климата, как и увеличение CO2. Другими словами, глобальное потепление будет происходить вдвое быстрее, чем ожидали.
В 1985 году совместная конференция ЮНЕП / ВМО / МСНС по «Оценке роли углекислого газа и других парниковых газов в климатических колебаниях с учётом возможных последствий» пришла к выводу, что парниковые газы, «как ожидается», вызовут значительное потепление в следующем столетии, и что по крайней мере некоторое потепление неизбежно.
Между тем керны льда, полученные франко-советской группой исследователей на станции Восток в Антарктиде, показали, что в ходе последних ледниковых периодов графики CO2 и температуры одновременно шли вверх и вниз в широких пределах. Это подтвердило связь температуры и уровня CO2, на этот раз без применения компьютерных моделей, усилив консенсус учёных о потеплении. Результаты также указывают на мощные биологические и геохимические обратные связи.
В июне 1988 года Джеймс Хансен одним из первых высказал точку зрения, согласно которой антропогенное потепление уже меняет глобальный климат, и это можно зарегистрировать приборами. Вскоре после этого «Всемирная конференция по проблемам изменяемой атмосферы: последствия для глобальной безопасности» собрала сотни учёных и других заинтересованных лиц в Торонто. Они пришли к выводу, что изменения в атмосфере из-за антропогенного загрязнения «представляют собой серьёзную угрозу для международной безопасности и уже приводят к пагубным последствиям во многих частях земного шара», и заявили, что к 2005 году мир должен снизить выбросы примерно на 20% ниже уровня 1988 года.
В 1980-х произошли важные прорывы в решении некоторых глобальных экологических проблем. Например, истощение озонового слоя был смягчено Венской конвенцией (1985) и Монреальским протоколом (1987). Кислотные дожди преимущественно регулируются на национальном и региональном уровнях.

## Современность: с 1988 года до наших дней

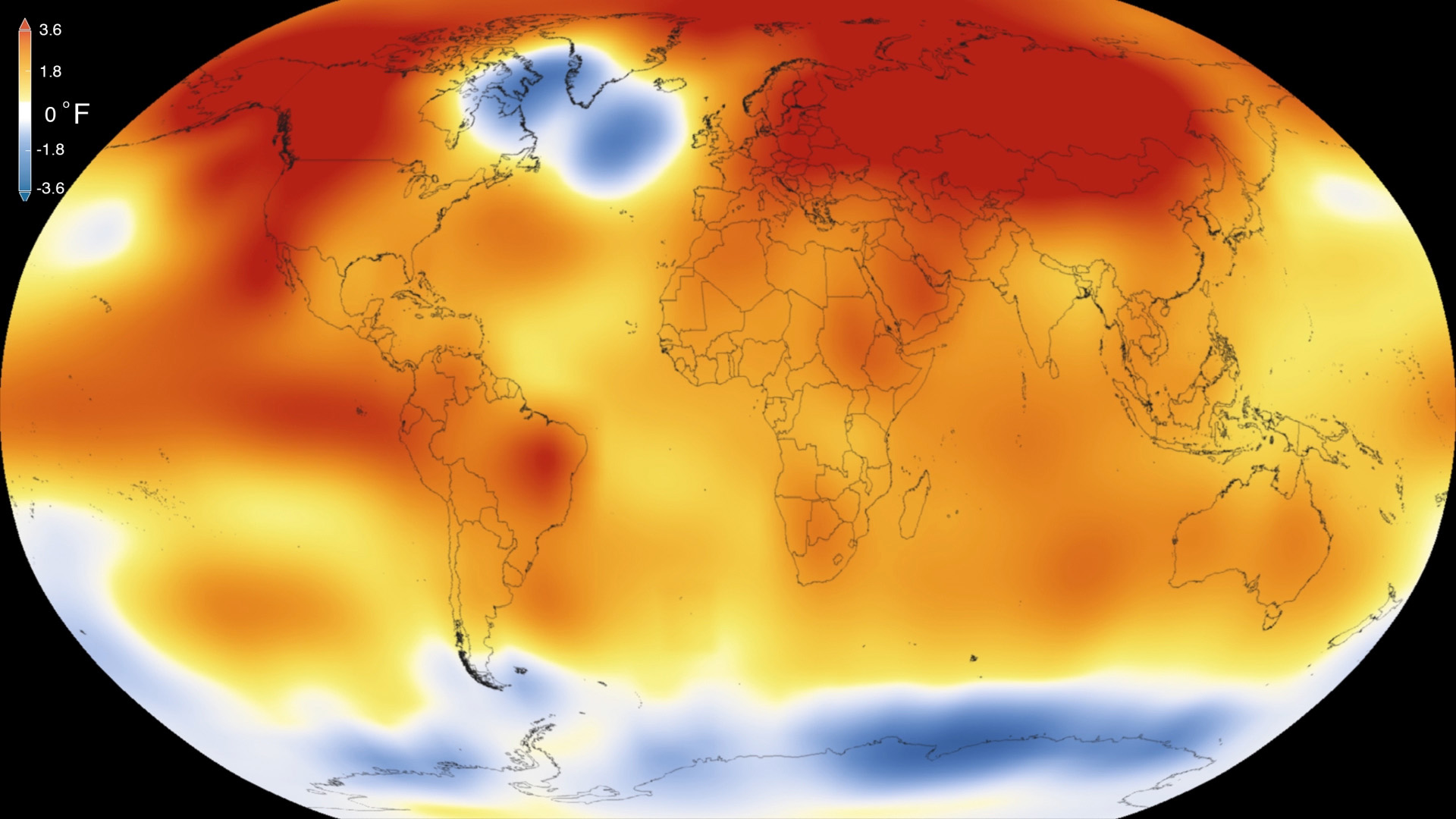
2015 год – самый тёплый в истории наблюдений (с 1880 года). Градация цветов показывает изменение температуры (NASA/NOAA; 20 января 2016 года).

В 1988 году Всемирная метеорологическая организация учредила Межправительственную группу экспертов по изменению климата при поддержке ЮНЕП. МГЭИК продолжает свою работу до настоящего времени, она издаёт серию Оценочных докладов и дополнительных отчётов, которые описывают состояние научного понимания на момент выхода очередного доклада. Доклады выходят примерно раз в 5-6 лет, МГЭИК представляет результаты исследований, проведённых в течение этого периода. Оценочные доклады были опубликованы в 1990 году (первый), 1995 году (второй), 2001 году (третий), 2007 году (четвёртый) и 2014 году (пятый).

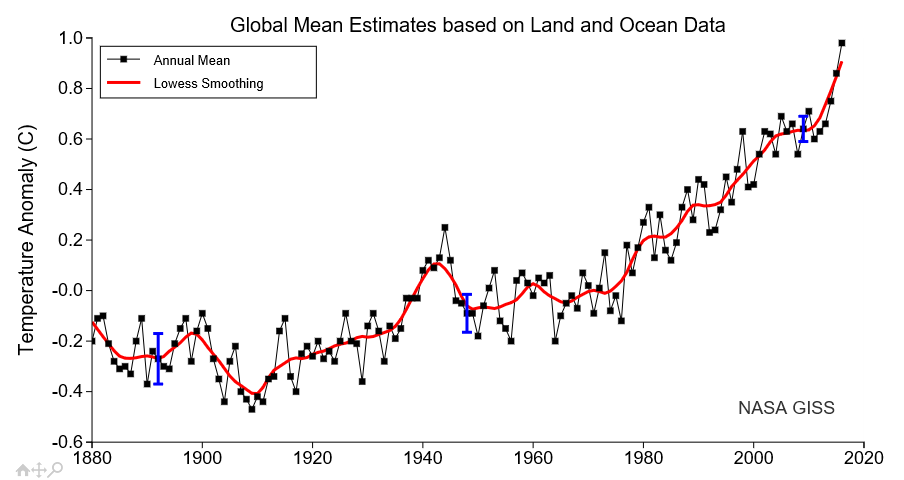
Изменение глобальной средней температуры 1880-2020 (NASA; 14 декабря 2010 года)

С 1990-х годов исследования по изменению климата расширились, охватив многие отдалённые и несхожие области науки, такие как физика атмосферы, численное моделирование, социология, геология и экономика. Наиболее известные журналы сейчас часто публикуют научные статьи об изменении климата. Это такие журналы как Science и Nature. Кроме того, есть тематически ориентированные журналы по исследованиям изменения климата, такие как Nature Climate Change, Climate Change, Journal of Climate,  Wiley Interdisciplinary Reviews: Climate Change, и International Journal of Climate Change Strategies and Management,. Кроме того, многие специализированные журналы, посвящённые смежным научным дисциплинам, продолжают публиковать статьи, которые развивают науку об изменениях климата (например, Quaternary Research).